# 1981
1981（千九百八十一、一九八一、せんきゅうひゃくはちじゅういち）は、自然数また整数において、1980の次で1982の前の数である。

## 性質
- 1981は合成数であり、約数は 1, 7, 283, 1981 である。
  - 約数の和は2272。
- 572番目の半素数である。1つ前は1977、次は1982。
  - 1981～1983まで3連続で半素数となる26番目の数である。1つ前は1941～1943、次は2101～2103。
- 1981 = 440 + 441 + 442
  - a = 44 のときの a0 + a1 + a2 の値とみたとき1つ前は1893、次は2071。(オンライン整数列大辞典の数列 A002061)
  - 44の累乗和とみたとき1つ前は45、次は87165。(オンライン整数列大辞典の数列 A218747)
- 各位の和が19になる99番目の数である。1つ前は1972、次は1990。

## その他 1981 に関連すること
- 西暦1981年
- ツール・ド・フランス1981
- 1981-1987は、角松敏生のベストアルバム。1993年10月21日発売。
- ウィンター・ライヴ1981